# Baseballigan
Baseballigan (även Norrmalmsligan) är öknamnet på en omtalad grupp polismän inom Stockholmspolisens vaktdistrikt 1 på Norrmalm i Stockholm som i början av 1980-talet anklagades för att använda övervåld och trakasserier i sin tjänsteutövning. Namnet kommer av att poliserna i fråga föredrog att uppträda i civila kläder med basebollkeps som huvudbonad, istället för uniform.

## Bakgrund
Stockholms länspolismästare Hans Holmér hade 1982 inrättat fyra gatuvåldsgrupper (förkortat GVG) för att komma tillrätta med det ökande gatuvåldet i centrala Stockholm. Ingen speciell utbildning behövdes för att tjänstgöra förutom de grundläggande kraven för en polis och upp till åtta personer ingick i varje grupp (annars skulle föraren varit tvungen att inneha busskörkort - D-körkort - för att framföra piketen lagligt). 
Inom vaktdistrikt 1 (VD 1) (vilket innefattar, grovt uttryckt: Stockholms city, Norrmalm och Vasastan, ofta sammanfattat som ”Norrmalmspolisen”) inrättades två gatuvåldsgrupper, med poliser ur Norrmalmspolisens ”C-tur” respektive ”G-tur”. Den senare av dessa kom via massmedia att få öknamnet "baseballigan" efter att ha utmärkt sig genom kontroversiella metoder. Kritik från allmänhet och kollegor handlade om att gruppen använde bryska metoder (främst då de grovt misshandlade misstänkta narkomaner) och missbrukade möjligheten att använda civila kläder vid omhändertaganden. Grupperna påbörjade sitt arbete i mars 1982 och upplöstes formellt vid årsskiftet 1982/1983, men polismännen i G-turens GVG kom dock i stor utsträckning att fortsätta tjänstgöra tillsammans som s.k. områdespoliser. De fortsatte därvid med huvudsakligen GVG-verksamhet, dvs. samma verksamhet som tidigare, men bokfördes som områdespoliser.
Flera av poliserna visade sig ha nazistiska sympatier och engagemang. Palme själv informerades också om de nazistiska strömningar som fanns inom vissa poliskretsar. Kopplingar finns mellan medlemmar i baseballigan och det så kallade polisspåret i utredningen om Palmemordet. En av poliserna vid ingripandet som ledde till Osmo Vallos död hade också arbetat i en av piketerna inom Norrmalmspolisen vid den aktuella tiden.

## Machnowfallet
Den 28 juni 1982 omhändertogs en 39-åring, Rolf Machnow, på grund av berusning vid Sergels torg i Stockholm. Machnow fördes till ett omhändertaganderum på T-centralen. Under uppehållet i rummet bedömdes Machnows tillstånd vara sådant att ambulans tillkallades. Efter att han hade körts till Sabbatsbergs sjukhus i ambulans konstaterades klockan 18.15 att Machnow avlidit.
Machnow hade ett flertal brutna revben, allvarliga skallskador, blåmärken som "täckte hela kroppen" och han dog av inre blödningar då hans mjälte spruckit som ett resultat av hårda slag. De två polismän som närvarade i rummet uppgav att Machnow själv tillfogat sig sina skador genom att "ramla och slå i huvudet". Förundersökningen mot de två polismännen lades ned 1983. Både Polisstyrelsen och Arbetsdomstolen beslutade att inte göra de två polismännen ansvariga för dödsfallet. Machnows syster medverkade samma år i SVT-programmet Mitt i Strömmen och namngav där de båda poliserna. De stämde senare den ansvarige utgivaren för programmet och tilldömdes skadestånd.

## Skeppsholmenfallet
Efter att gatuvåldsgrupperna upplösts fortsatte polismännen ur den omstridda gatuvåldsgruppen att patrullera som områdespoliser. I oktober 1983 hade sex av dessa polismän patrullerat med en piketbuss och därvid plockat upp en man och satt på denne handbojor, trots att han varken var gripen eller omhändertagen. Mannen hävdade senare att han misshandlades i bussen, något som polismännen förnekade. Poliserna förnekade också att handbojor använts. Mannen kördes till en plats längst ut på Skeppsholmen där han lämnades. Den polis som i praktiken förde befälet samt den som körde piketbussen dömdes av Högsta domstolen till 100 dagsböter vardera för olaga tvång. En av de polismän som misstänktes i samband med Machnowfallet var även åtalad vad gäller detta men det åtalet ogillades.